# 二俣町 (金沢市)
二俣町（ふたまたまち）は、石川県金沢市の町。郵便番号は920-1102。

## 概要
富山県南砺市と接する医王山麓の町。森下川が流れている。
加賀藩の時代から和紙作りが盛んで二俣和紙として知られており、現在では毎年6月に二俣紙すきの里まつりが開催されている。

## 歴史
- 1889年（明治22年）4月1日 - 周辺4か村との合併による医王山村発足により河北郡医王山村字二俣となり、村役場が置かれる。
- 1907年（明治40年）8月10日 - 周辺2か村との合併による浅川村発足により河北郡浅川村字二俣となる。
- 1957年（昭和32年）4月5日 - 金沢市に編入したことにより金沢市二俣町となる。

## 世帯数と人口
2018年（平成30年）4月1日現在の世帯数と人口は以下の通りである。なお、荒山町、砂子坂町と合算された数で表記しています。
| 町丁   | 世帯数  | 人口  |
| ------ | ------- | ----- |
| 二俣町 | 149世帯 | 362人 |

## 小・中学校の学区
市立小・中学校に通う場合、学区は以下の通りとなる。
| 番   | 小学校               | 中学校               |
| ---- | -------------------- | -------------------- |
| 全域 | 金沢市立医王山小学校 | 金沢市立医王山中学校 |

## 施設
- 医王ダム
- 二俣本泉寺
- みずほ保育園
- 金沢中警察署二俣駐在所
- 二俣郵便局
- いわな茶屋
- 医王山公民館http://iouzen.kouminkan.org/

## バス路線
- 西日本ジェイアールバス：医王山線
- 加越能バス：南砺 - 金沢線

## 道路
- 石川県道・富山県道27号金沢井波線
- 石川県道211号二俣古屋谷線